# Eobacteria
Eobacteria es un taxón de Bacteria propuesto por Cavalier-Smith para agrupar a  Chlorobacteria y Hadobacteria. Eobacteria comprende bacterias Gram-negativas, esto es con una envoltura celular compuesta de membrana citoplasmática, pared celular de glicoproteínas y membrana exterior, pero a diferencia de Glycobacteria, la membrana exterior carece de la inserción de moléculas complejas de lipopolisacáridos y contiene solo simples fosfolípidos.
Según Cavalier-Smith este grupo de organismos sería el más primitivo, apareciendo hace 3.500 millones de años y ya en esa época realizarían la fotosíntesis anoxigénica, tal como hace en la actualidad Chlorobacteria.